# OML-632
OML-632，化学名1-羟甲基麦角酸二乙酰胺（英語：1-hydroxymethyllysergic acid diethylamide）是一种含氮有机化合物，化学式C
21H
27N
3O
2，属于麥角酸二乙酰胺（LSD）衍生物，可作为迷幻药物。